# MLL
 Гистон лизин-N-метилтрансфераза 2A , известный также как  белок острого лимфобластного лейкоза 1  (ALL-1),  миелоидная/лимфоидная или смешанная линия лейкоза  (MLL), или  белок цинкового пальца HRX  (HRX) — фермент, кодируемый у человека геном  KMT2A .
MLL - гистонметилтрансфераза, считается позитивным глобальным регулятором транскрипции генов . Это белок принадлежит к группе гистон-модифицирующих ферментов, которые содержат трансактивационный домен 9aaTAD, и участвуут в эпигенетической поддержке транскрипциональной памяти.

## Клиническое значение
Изменения в гене MLL приводят к агрессивным острым лейкозам, как лимфолейкозам так и миелоидным. Кроме того, могут участвовать в процессе подавления шизофрении белком GAD67.
Несмотря на острый лейкоз, перестроенный MLL подтипы имеют самые низкие показатели мутации для любого рака.
Мутации в MLL вызывают синдром Видемана-Штейнера и острый лимфобластный лейкоз. Раковые клетки 80% детей с агрессивным лимфобластным лейкозом имеют хромосомную перестройку, в результате которой происходит объединение гена MLL с геном на другой хромосоме.

## Взаимодействия
MLL, как было выявлено, взаимодействует с:
- ASH2L,[7]
- CREBBP,[8][9]
- CTBP1,[10]
- HDAC1,[10]
- HCFC1,[7]
- MEN1,[7]
- PPIE,[11]
- PPP1R15A,[12]
- RBBP5,[7] и
- WDR5.[7]